# KBS 2TV
KBS 2TV (HLSA-DTV), es un canal de televisión terrestre de Corea del Sur, operado por Korean Broadcasting System desde el 1 de diciembre de 1980. Su programación se basa en la emisión de programas de variedades, series de televisión e informativos.
Inicialmente fue fundado el 7 de diciembre de 1965 como «TBC», pero posteriormente fue obligado a fusionarse a la red de KBS, finalizando su emisión el 30 de noviembre de 1980 y renombrado como KBS 2TV un día después.

## Historia

### 1980-1990
- 1 de diciembre de 1980: TBC-TV fue forzado a fusionarse a la red de KBS, debido a las políticas del presidente Chun Doo Hwan, así mismo se prohíbe los anuncios.
- 3 de diciembre de 1980: La emisión diaria es aumentada en una hora más, finalizando a las 00:00 diariamente.
- 22 de diciembre de 1980: Comienza con las trasmisiones a color.
- 7 de marzo de 1981: Regresan los anuncios al canal.
- 20 de septiembre de 1982: Comienza la emisión del programa «TV Kindergarten Kongdakong».
- 16 de febrero de 1982: Fue relanzado como KBS 2TV (HLKC-TV), teniendo como área de emisión las zonas de Seúl, Jeju y Busan.
- 1 de enero de 1986: Comienza a trasmitir con audio en estero.

### 1990-2000
- 21 de enero de 1991: Debido a la Guerra del Golfo ajusta su cierre de trasmisiones 30 minutos antes.
- 7 de octubre de 1991: Comienzan a emitir media hora más temprano, de 18:00 a 17:30.
- 26 de febrero de 1995: Empieza a emitir «Super Sunday».
- 20 de abril de 1997: El drama diario «First Love» alcanza el 65.8% de audiencia a nivel nacional.
- 5 de enero de 1998: Debido a las medidas del FMI para la reducción de costes, las emisiones siguen los lapsos de 6:00 a 11:00 para el primer período y el segundo período de 17:00 a 01:00.
- 16 de junio de 1998: Comienza la emisión del programa «Music Bank».

### 2000-2010
- 31 de diciembre de 2001: Comienza las emisiones en televisión digital terrestre.
- 7 de noviembre de 2004: El programa «Super Sunday» es renombrado como «Happy Sunday».

### 2010-
- 31 de diciembre de 2012: Terminando la transición al sistema digital, finaliza el apagón analógico.
- 16 de octubre de 2013: Se re-ubican las señales digitales.
- febrero de 2014: Emite las 24 horas, con motivo de los Juegos Olímpicos de Sochi 2014.
- junio-julio de 2014: Emite las 24 horas, con motivo de la Copa Mundial de Fútbol de 2014.

#### Telenovela Telenovelas
- Gata salvaje
- Las Bandidas
- Pasión de gavilanes (2003-2022)